# Kabán Ata
Kabán Ata (Kolozsvár, 1969. december 1. –) erdélyi származású magyar informatikus.

## Élete
Miután elvégezte a kolozsvári zenekonzervatóriumot, 1999-ben elvégezte a kolozsvári tudományegyetem informatika szakát. Muzikológiából doktorált Kolozsváron (2000), majd informatikából az angliai Birminghamben (2002). 2003-tól Angliában dolgozik, a University of Birmingham, School of Computer Science oktatója, 2018-tól professzora.

## Munkássága
Kutatási területei: gépi tanulás, adatbányászat, adatok valószínűségi modellezése.
A. Kaban néven publikál.

### Cikkei (válogatás)
- H. W. J. Reeve,A. Kabán: Robust randomized optimization with k nearest neighbors. Anal. Appl., Singap. 17, No. 5, 819–836 (2019).
- A. Kaban: On the Distance Concentration Awareness of Certain Data Reduction Techniques, Pattern Recognition, Vol. 44, Issue 2, Feb 2011, pp. 265–277.
- R.J. Durrant and A. Kaban: Compressed Fisher Linear Discriminant Analysis: Classification of Randomly Projected Data, Proceedings of the 16th ACM SIGKDD International Conference on Knowledge Discovery and Data Mining (KDD 2010) July 25-28, 2010, Washington, DC, USA; Session track: KDD methodology; pp. 1119–1128, 2010.
- J. Sun and A. Kaban: A Fast Algorithm for Robust Mixtures in the Presence of Measurement Errors, IEEE Transactions on Neural Networks, Vol. 21, Issue 8, pp. 1206–1220, 2010.
- J. Sun, A. Kaban, J.M Garibaldi: Robust Mixture Modeling Using the Pearson Type VII Distribution, Pattern Recognition Letters, Vol. 31, Issue 16, Dec 2010, pp. 2447–2454.
- R. J. Durrant and A. Kaban: When is 'Nearest Neighbor' Meaningful: A Converse Theorem and Implications, Journal of Complexity, Volume 25, Issue 4, August 2009, pp. 385–397. (Nr 3 in Science Direct 25 Hottest Articles for Journal of Complexity Oct 2009-Sept 2010)
- E. Bingham, A. Kaban, M. Fortelius: The aspect Bernoulli model: Multiple causes of presences and absences, Pattern Analysis and Applications, Vol. 12, No 1/Feb., pp. 55–78, 2009.
- X. Wang and A. Kaban: A dynamic bibliometric model for identifying online communities, Data Mining and Knowledge Discovery, vol. 16 Nr. 1, pp. 67–107, 2008.
- A. Kaban and E. Bingham: Factorisation and denoising of 0-1 data: A variational approach, Neurocomputing, Vol 71, Issues 10-12, June 2008, pp. 2291–2308.